# Graphonema vulgare
Graphonema vulgare är en rundmaskart som beskrevs av Nathan Augustus Cobb 1898. Graphonema vulgare ingår i släktet Graphonema och familjen Chromadoridae. Inga underarter finns listade i Catalogue of Life.